# Luca Merkel
Luca Hans Peter Merkel (* 19. Februar 2004 in Weinheim) ist ein deutscher Basketballspieler.

## Werdegang
Merkel wechselte 2020 von der SG Mannheim in den Nachwuchs der Eisbären Bremerhaven. Ab 2021 kam er zusätzlich bei der BSG Bremerhaven in der 2. Regionalliga zum Einsatz. Im Vorfeld des Spieljahres 2022/23 wurde Merkel in Bremerhavens Zweitligaaufgebot aufgenommen. Eisbären-Trainer Steven Key schickte ihn Ende Oktober 2022 erstmals in einer Begegnung der 2. Bundesliga ProA aufs Spielfeld.
Er verließ Bremerhaven im Sommer 2024 und wechselte zum Regionalligisten TuS 59 Hamm. Ende Oktober 2024 ging Merkel innerhalb der 1. Regionalliga West zum TV Ibbenbüren. Im Dezember 2024 erlitt er einen Riss der Achillessehne.
Zur Saison 2025/26 wechselte Merkel zum Drittligisten Itzehoe Eagles.